# The King of the Ring
The King of the Ring è un cortometraggio muto del 1909. Non si conosce il nome del regista né si hanno altri dati sul cast del film.

## Trama
Jack Ashton, l'eroe sportivo della Brookfield Academy, trascura gli studi preferendo dedicarsi piuttosto alle sue attività atletiche. Mary, la fidanzata, sua compagna di scuola, lo rimprovera incitandolo a prepararsi con serietà agli esami che deve affrontare. Ma ormai è troppo tardi: il giovanotto non riesce a recuperare tutto il ritardo e viene espulso dall'università. La notizia arriva a suo padre, il banchiere Ashton, che - furioso - scaccia di casa il figlio. Tre mesi dopo: Jack annuncia alla fidanzata di aver trovato lavoro presso l'Olympic Club come istruttore di pugilato. La sua paga è abbastanza alta e loro due potranno così sposarsi. Al club, il pugile più noto è Jem McCaffrey, campione del mondo dei pesi medi. Un giorno, mentre Mary si trova al club per incontrare Jack, McCaffrey le fa delle avances. Jack, per difenderla, finisce per tirare un pugno al campione, colpendolo alla mascella e buttandolo a terra. Il pugile si rialza inferocito ma gli altri membri del club riescono a dividere i due avversari e la cosa finisce lì. Jack, intanto, riceve dal padre un telegramma dove il vecchio Ashton, che ora si trova sull'orlo del fallimento, gli chiede scusa per come si è comportato con lui, invitandolo a tornare a casa. Mentre sta per lasciare la palestra, Jack vede un annuncio affisso nel quale McCaffrey lancia una sfida contro chiunque voglia incontrarlo sul ring: la borsa in gioco, messa a disposizione dal Century Club, concorrente dell'Olympic, è di venticinquemila dollari, una somma che salverebbe suo padre dal disastro finanziario. Jack si reca allora dal presidente dell'Olympic, chiedendogli di sostenerlo nella sfida contro il campione del mondo. Il presidente, dopo aver accettato la sua proposta, annuncia che Jack Ashton ha accettato la sfida del Century e che combatterà contro McCaffrey per il titolo di campione dei pesi medi. Inizia l'allenamento. Sul ring, McCaffrey si rende ben presto conto di aver sbagliato i suoi calcoli, ma ormai non può far più niente. Tira fuori tutti i suoi trucchi di vecchio combattente, ma inutilmente. Jack è giovane e veloce e si salva da tutte le trappole insidiose tesegli dal suo avversario. Alla fine del secondo round, McCaffrey capisce che quello è il combattimento più importante della sua vita. Cerca di sfuggire a quello che lo aspetta, ma alla fine finisce al tappeto, messo KO da un montante alla mascella. La sua carriera è finita. L'arbitro decreta la vittoria di Jack che, in mezzo al ring, dichiara di aver combattuto per salvare l'onore di suo padre e che quello è stato il suo primo e ultimo combattimento. Augurando all'Olympic di poter conservare sempre il titolo di re del ring e la cintura di campione mondiale, Jack lascia la boxe.

## Produzione
Il film fu prodotto dalla Selig Polyscope Company.

## Distribuzione
Distribuito dalla Selig Polyscope Company, il film - un cortometraggio di una bobina - uscì nelle sale cinematografiche statunitensi il 18 febbraio 1909.